# Meganopteron apteron
Meganopteron apteron is een mosselkreeftjessoort uit de familie van de Cytheruridae. De wetenschappelijke naam van de soort is voor het eerst geldig gepubliceerd in 1986 door Hu.